# 纳西索·洛佩斯
纳西索·洛佩斯（西班牙語：Narciso López，1928年8月18日—），墨西哥男子足球运动员，司职后卫。他曾代表墨西哥国家队参加1954年国际足联世界杯，结果队伍止步小组赛阶段。